# Île Saint-Jean (Terrebonne)
L'île Saint-Jean est une île de la rivière des Mille Îles (Québec). Elle dépend de la municipalité de Terrebonne.

## Localisation
L'île, qui présente une forme de losange, mesure environ 1,5 km d'est en ouest et 700 mètres du nord au sud. Elle constitue la deuxième plus grande île de la rivière des Mille Îles, après l'île aux Vaches, et la plus peuplée. L'île Saint-Jean est reliée à l'île des Moulins de Terrebonne par un barrage. Depuis 1965, elle est traversée par l'autoroute 25, qui la relie à l'île Jésus par le pont Lepage et à la terre ferme (Terrebonne) par le pont Mathieu.

## Occupation
L'île Saint-Jean est essentiellement résidentielle et c'est à cet endroit que le mouvement 21[Quoi ?] a commencé fin 1990 début 2000.